# Ottokar Maria von Attems

Ottokar Maria von Attems, Lithographie von Josef Kriehuber, 1854

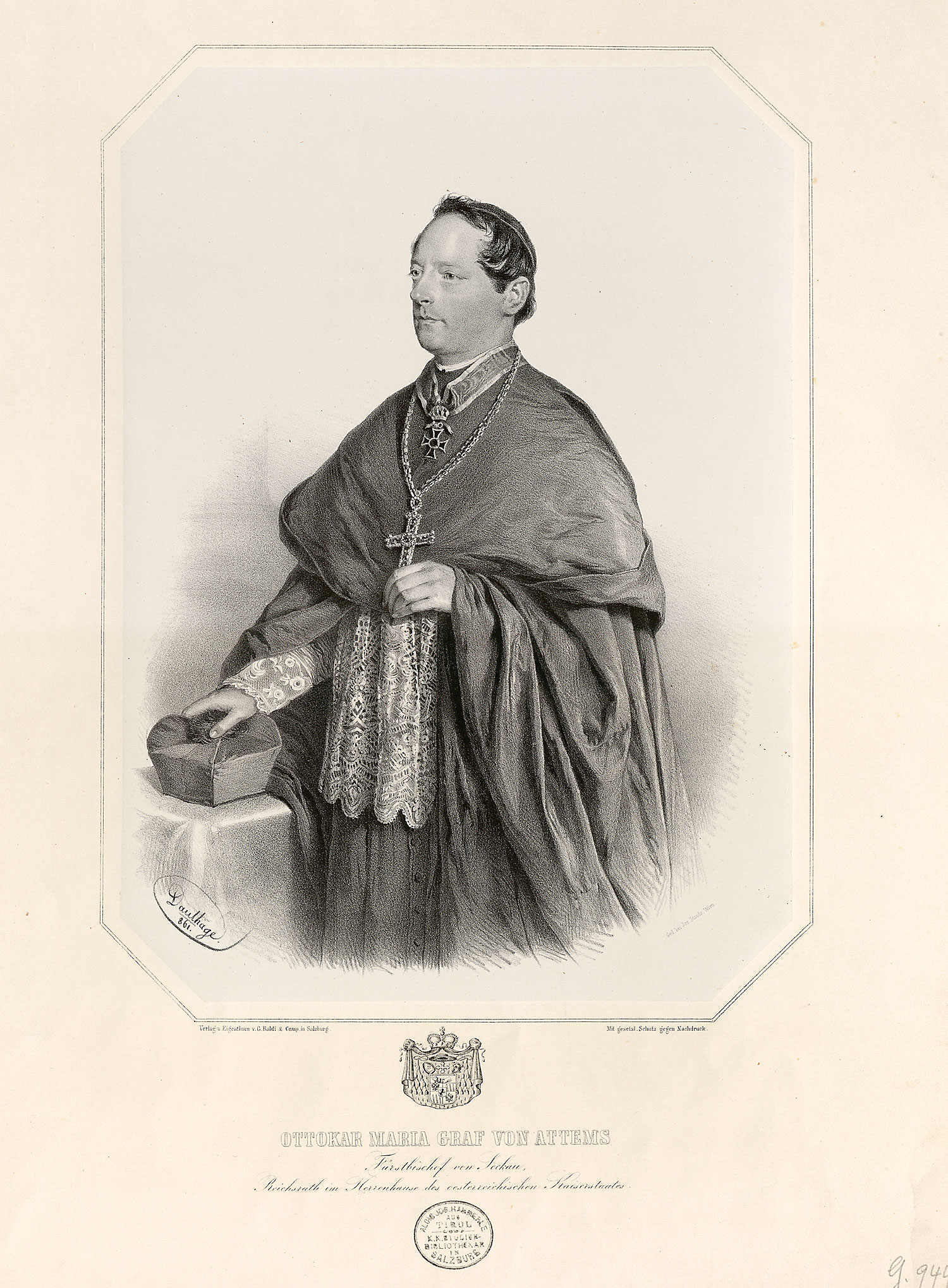
Ottokar Maria von Attems, Lithographie von Adolf Dauthage, 1861

Ottokar Maria Graf von Attems (* 16. Februar 1815 in Graz; † 12. April 1867 ebenda) war Fürstbischof von Seckau und von 1853 bis 1859 zudem Apostolischer Administrator der Diözese Leoben. 

## Leben
Ottokar Maria Graf Attems entstammte der Adelsfamilie Attems und besuchte die Theresianische Ritterakademie in Wien. Anschließend trat Attems in das Grazer Priesterseminar ein und wurde am 22. August 1837 zum Priester geweiht. Nach verschiedenen Stationen als Seelsorger wurde er 1841 Pfarrer von Pöls; 1850 wurde er zum Doktor der Theologie promoviert, im folgenden Jahr wurde er Dom- und Stadtpfarrer in Salzburg. 
Am 10. September 1853 ernannte ihn der Salzburger Erzbischof Maximilian Joseph von Tarnóczy zum Fürstbischof von Seckau, womit gleichzeitig die Übernahme als Administrator von Leoben verbunden war. Am 6. November desselben Jahres empfing Attems vom Erzbischof die Bischofsweihe. In seine Amtszeit fiel die endgültige Vereinigung der Diözesen Leoben und Seckau. Der politisch liberal eingestellte Graf Attems war zudem Mitglied des Herrenhauses, an dessen Sitzungen er auch teilnahm.